# 307 Nike
307 Nike è uno dei maggiori asteroidi della fascia principale del diametro medio di circa 54,96 km. Fu scoperto da Auguste Charlois il 5 marzo 1891, a Nizza.
L'asteroide prende il nome dalla dea greca della vittoria, la dea Nike.